# الک ریور تانشیپ، شهرستان کلینتون، آیووا
الک ریور تانشیپ، شهرستان کلینتون (به انگلیسی: Elk River Township) یک منطقهٔ مسکونی در ایالات متحده آمریکا است که در شهرستان کلینتون، آیووا واقع شده‌است. الک ریور تانشیپ، شهرستان کلینتون ۱۳۴٫۳۴ کیلومتر مربع مساحت و ۸۲۸ نفر جمعیت دارد و ۲۰۳ متر بالاتر از سطح دریا واقع شده‌است.